# Мамаша (телесериал)
«Мамаша» (англ. Mom) — американский ситком, стартовавший на канале CBS 23 сентября 2013 года. Главные роли в телесериале исполняют Анна Фэрис и Эллисон Дженни. Создателями сериала являются Чак Лорри, Джемма Бэйкер и Эдди Городецки.
Сериал получает позитивные оценки от критиков. Исполнительницы главных ролей неоднократно были номинированы на различные премии, а Эллисон Дженни даже выиграла премию «Эмми».
6 февраля 2019 года канал CBS решил продлить телесериал на 7 и 8 сезон. Премьера седьмого сезона сериала стартует 26 сентября 2019 года. Премьера восьмого сезона состоялась 5 ноября 2020 года на телеканале CBS. 17 февраля 2021 года телеканал CBS закрыл телесериал после восьмого сезона.

## Сюжет
Сериал рассказывает о жизни Кристи Планкетт (Анна Фэрис), одинокой матери, которая преодолела свою зависимость от алкоголя и наркотиков и пытается начать свою жизнь заново в городе Напа, Калифорния, который является центром американского виноделия. Она работает официанткой в ресторане и посещает встречи анонимных алкоголиков. Её мать Бонни Планкетт (Эллисон Дженни) также как и дочь, справилась с зависимостью от алкоголя и наркотиков и хочет наладить отношения с дочерью. Семнадцатилетняя дочь Вайолет (Сейди Кальвано), родившаяся, когда Кристи было всего 16 лет, ждет ребёнка от своего приятеля Люка. У Кристи также есть второй ребёнок — Роско, от бывшего парня по имени Бакстер. У Бакстера нет работы и он не платит алименты Кристи, а его планы о заработке денег связаны с продажей наркотиков.
Каждая серия показывает персонажей с разных сторон, их взаимоотношения и желание героев помочь друг другу в преодолении зависимостей.

## В ролях

### Основные персонажи
| Кристи Планкетт    | Анна Фэрис       | главная роль            | главная роль            | главная роль            | главная роль            | главная роль            | главная роль            | главная роль |              |     |     |
| Бонни Планкетт     | Эллисон Дженни   | главная роль            | главная роль            | главная роль            | главная роль            | главная роль            | главная роль            | главная роль | главная роль |     |     |
| Вайолет Планкетт   | Сейди Кальвано   | главная роль            | главная роль            | главная роль            | периодическое появление | н/д                     | периодическое появление |              |              |     |     |
| Роско              | Блейк Гаррет     | главная роль            | главная роль            | главная роль            | периодическое появление | н/д                     | н/д                     | н/д          | н/д          | н/д | н/д |
| Марджори Армстронг | Мими Кеннеди     | периодическое появление | главная роль            | главная роль            | главная роль            | главная роль            | главная роль            | главная роль | главная роль |     |     |
| Джилл Кендалл      | Джейми Прессли   | н/д                     | периодическое появление | главная роль            | главная роль            | главная роль            | главная роль            | главная роль | главная роль |     |     |
| Венди Харрис       | Бет Холл         | н/д                     | периодическое появление | главная роль            | главная роль            | главная роль            | главная роль            | главная роль | главная роль |     |     |
| Тэмми              | Кристен Джонстон | н/д                     | н/д                     | н/д                     | н/д                     | периодическое появление | главная роль            | главная роль | главная роль |     |     |
| Бакстер            | Мэтт Л. Джонс    | главная роль            | главная роль            | главная роль            | периодическое появление | периодическое появление | периодическое появление |              |              |     |     |
| Адам               | Уильям Фихтнер   | н/д                     | н/д                     | периодическое появление | главная роль            | главная роль            | главная роль            | главная роль | главная роль |     |     |
| Габриел            | Нэйт Корддри     | главная роль            | главная роль            | н/д                     | н/д                     | н/д                     | н/д                     | н/д          | н/д          |     |     |
| Шеф Руди           | Френч Стюарт     | главная роль            | главная роль            | периодическое появление | н/д                     | периодическое появление | периодическое появление |              |              |     |     |
| Люк                | Спенсер Дэниелс  | главная роль            | главная роль            | н/д                     | периодическое появление | н/д                     | н/д                     | н/д          | н/д          | н/д | н/д |

- Анна Фэрис в роли Кристи Планкетт

Мать-одиночка, которая уже год как не пьёт и до сих пор борется с наркоманией и игроманией. Будучи трезвой, она стремится быть хорошим примером для своего сына Роско, и вернуть доверие своей дочери-подростка Вайолет, которая забеременела в первом эпизоде. Кроме того, она пытается сгладить острые углы в её отношениях с матерью Бонни, которая так и не научилась играть свою роль хорошо, и которая предпочтёт пойти и выпить, вместо того чтобы нянчиться с внуками. Кристи позже узнает, что её биологический отец сбежал от Бонни на Рождество, в день рождения Кристи, и находит человека с семьёй, у которого двое сыновей и своя автомастерская.
- Эллисон Дженни в роли Бонни Планкетт

Мать Кристи, циничный наркоман на реабилитации, который теперь радуется жизни. Она отчаянно пытается вернуть любовь и доверие её дочери, которую она не смогла правильно воспитать, когда та была ребёнком. Мать-одиночка, она предпочитает веселиться и пить, а не сидеть дома. Со временем, после терапии, Бонни удалось найти баланс и теперь она хочет его удержать, открывая Кристи её прошлое, в том числе, кто её настоящий отец и как его найти, а также её прошлую сторону карьеры в качестве наркоторговца.
- Сейди Кальвано в роли Вайолет Планкетт

Семнадцатилетняя дочь Кристи и старшая сестра Роско. Вайолет трудолюбива, умна и уверена в себе, хотя и расстроена своей матерью, у которой никогда не было времени, чтобы заботиться о своих детях и которая не выполнила свою материнскую роль, несмотря на то что в настоящее время она на протяжении долгого времени не пьёт. После того, как она забеременела от своего бойфренда Люка, Вайолет приняла решение отдать своего ребёнка на усыновление, потому что она чувствовала, что это был лучший способ разорвать порочный цикл её семьи и дать её ребёнку больше шансов, чем она, её мать, или её бабушка когда-либо имели. В течение 2 сезона, после короткой нисходящей спирали плохого поведения, Вайолет обручается с Грегори Маншником, профессором психологии в её колледже, но он разрывает помолвку после её рецидива.
- Нэйт Корддри в роли Габриэля

Менеджер ресторана, где работает Кристи. Женат на властной женщине, которая пугает его до ужаса, Габриэль и Кристи спят вместе, но позже Кристи заканчивает отношения, которые сам Габриэль часто и отчаянно пытается возобновить: они на короткое время возобновить свои отношения во втором сезоне, когда Кристи получает его работу. Он трудолюбивый, грамотный менеджер, но зачастую бывает унижен своими подчиненными, в частности, шефом Руди.
- Мэтт Л. Джонс в роли Бакстера

Бывший муж Кристи и отец Роско. Милый и очаровательный, но очень ненадёжен. Он не в состоянии поддерживать серьезные отношения или удержаться на работе дольше чем на месяц. Любит легкую жизнь и часто совершает махинации, чтобы заработать деньги. Несмотря на свои недостатки, он любящий отец, который обычно приходит к своему сыну. В течение 2 сезона, под влиянием своей богатой новой подругой Кэндес, Бакстер оставляет свой беззаботный путь и становится продавцом автомобилей.
- Френч Стюарт в роли шеф-повара Руди

Шеф-повар в ресторане, где Кристи работает официанткой. Доминирующий и сложный человек, Руди относится высокомерно по отношению к другим людям. Он хвастливый, часто кричит на своих подчиненных без лишних слов, и не колеблясь, готов унизить любого, кто выступит против него. Он скрывает своё прошлое от людей, но во время его отношений с Бонни раскрывается что он бисексуальное фетишист с дорогими вкусами и увлечениями, который любит красть еду из ресторана.
- Спенсер Дэниелс в роли Люка

Молодой выпускник, который любит получать удовольствие от жизни и приключений. Он встречается с Вайолет в течение года и сделал её беременной. Люк часто курит марихуану, но всегда пытается доказать Кристи, что он не настолько безумен, как ей кажется. Он, кажется, искренне любят Вайолет, оставаясь рядом с ней и поддерживая её на протяжении всей её беременности, и он зачастую более чувствителен к Кристи, чем её собственные дети, возможно потому, что его родители религиозные фанатики, с которыми он старается не связываться.
- Блейк Гаретт в роли Роско

Сын Кристи и Бакстер, брат Вайолет. Неразумный и своевольный, даже для своего возраста, он любит и боготворит своего отца, даже если он не самый лучший пример для подражания.
- Мими Кеннеди в роли Марджори Армстронг

Старый друг, ставший врагом, и снова ставший другом, Бонни, которая встречает Кристи в Обществе Анонимных Алкоголиков, и они становятся большими друзьями. У неё было много проблем с алкоголем и наркотиками в прошлом, и сейчас переживает большую угрозу после того, как ей диагностировали рак молочной железы.
- Джейми Прессли в роли Джилл Кендалл

Новый член ОАА, подопечная Кристи. Джилл богата, но склонна к рецидивам и агрессивному поведению.
- Бет Холл в роли Венди Харрис.

Посетительница на встречах АА , которая часто плачет. Она является медсестрой и членом Менса.

### Второстепенные персонажи
| Персонаж          | Актёр           | Сезоны                  | Сезоны                  | Сезоны                  | Сезоны                  | Сезоны                  | Сезоны | Сезоны                  |
| Персонаж          | Актёр           | 1                       | 2                       | 3                       | 4                       | 5                       | 6      | 7                       |
| ----------------- | --------------- | ----------------------- | ----------------------- | ----------------------- | ----------------------- | ----------------------- | ------ | ----------------------- |
| Алвин Билетникофф | Кевин Поллак    | периодическое появление | периодическое появление | н/д                     | н/д                     |                         |        |                         |
| Реджина Томпкинс  | Октавия Спенсер | периодическое появление | периодическое появление | периодическое появление | н/д                     | н/д                     | н/д    |                         |
| Клаудия           | Кортни Хенгелер | периодическое появление | периодическое появление | периодическое появление |                         |                         |        |                         |
| Пол               | Регги Де Леон   | периодическое появление | периодическое появление | периодическое появление |                         |                         |        |                         |
| Стив Каспер       | Дон МакМанус    | периодическое появление | периодическое появление | периодическое появление |                         |                         |        |                         |
| Кендис Хаес       | Сара Рю         | н/д                     | периодическое появление | периодическое появление |                         |                         |        |                         |
| Грегори Маншник   | Дэвид Крамхолц  | н/д                     | периодическое появление | периодическое появление | периодическое появление | периодическое появление |        |                         |
| Виктор Перугян    | Джонни Койн     | н/д                     | периодическое появление | периодическое появление | периодическое появление | периодическое появление |        |                         |
| Джоди Хаббард     | Эмили Осмент    | н/д                     | н/д                     | периодическое появление |                         |                         |        |                         |
| Адам              | Джастин Лонг    | периодическое появление | н/д                     | н/д                     |                         |                         |        |                         |
| Наташа            | Мисси Пайл      | н/д                     | н/д                     | н/д                     | н/д                     | н/д                     | н/д    | периодическое появление |

- Кевин Поллак в роли Алвина Билетникоффа

Отец Кристи и бывший бойфренд Бонни, который сбежал от них, когда Кристи родилась. Когда Кристи нашла Алвина он был женат и имел двух сыновей. Он любит Кристи и делает всё чтобы помочь ей. Алвин и Бонни первоначально относились друг к другу с презрением и ненавистью за различные ошибки, который каждый из них делал в своем прошлом, но они возродили свои отношения после того, как его жена ушла от него, и он пережил сердечный приступ. В сезоне 2 у Алвина случается второй сердечный приступ во время занятия любовью с Бонни, и он умирает.
- Октавия Спенсер в роли Реджины Томпкинс

Член анонимных алкоголиков и финансовый менеджер, которая присвоила себе деньги своих клиентов, и в настоящее время готовится отбывать тюремное заключение. Близкий друг Кристи и Бонни, с которой у неё бывают периодические конфликты. В середине сезона 2, она досрочно выходит после года заключения и становится христианинкой.
- Кортни Хенгелер в роли Клаудии

Богатая и пафосная бывшая жена Габриэля, которая после развода взяла на себя руководство ресторана вместо него и временно назначила Кристи в качестве менеджера.
- Регги Де Леон в роли Пола

Молчаливый и покорный су-шеф.
- Дон МакМанус в роли Стива Каспера

Член общества анонимных алкоголиков. Стив является хорошим, но пугающим адвокатом и иногда помогает Кристи, которая становится его стажёром во втором сезоне. В 3 сезоне ненадолго завязывает несерьёзные отношения с Бонни.
- Сара Рю в роли Кендис Хаес

Богатая девушка Бакстера, под влиянием которой он исправился. Кристи изначально одностороннее соперничает с ней, пока они обе не начинают спарринг в 3 сезоне, когда отец Кендис начинает встречаться с Кристи.
- Дэвид Крамхолц в роли Грегори Маншника

Профессор психологии в колледже Вайолет и её жених.
- Джонни Койн в роли Виктора Перугяна

Бывший домовладелец Кристи, армянского происхождения. Во втором сезоне начинает встречаться с Марджори, а в третьем женится на ней.
- Эмили Осмент в роли Джоди Хаббард

Молодая наркоманка, которой пытаются помочь Кристи и Бонни. Позже она умирает от передозировки наркотиков.
- Уильям Фихтнер в роли Адама Янаковски

Инвалид, новый любовный интерес Бонни. Бывший каскадер с которым она познакомилась по телефону после того, как он набрал неверный номер.

## Производство
«Мамочка» был один из многих проектов телеканала CBS и Warner Bros, который был заказан в декабре 2012 году, как часть нового 4-х летнего контракта Чака Лорри с телекомпанией Warner, который начался в сентябре 2013 года. 9 мая телеканал объявил о заказе сериала. Через неделю телесеть анонсировала тайм-слот для него. CBS решил поставить шоу в понедельник, в 9:30 вечера, сразу после ситкома «Две девицы на мели». Тем не менее, после отмены новинки «Мы мужчины», сериал «Две девицы на мели» переехал на тайм-слот в 8:30 вечера, став рядом с повтором шоу «Теория Большого взрыва», занимающего тайм-слот в 9 вечера до премьеры нового сезона «Майк и Молли», которая состоялась 4 ноября 2013. Телесериал получил заказ на полный сезон, состоящий из 22 серий, уже 18 октября 2013. 13 марта 2014 CBS продлила сериал на второй сезон.

## Эпизоды
| Сезон | Сезон | Эпизоды | Даты показа      | Даты показа    | Рейтинг Нильсена | Рейтинг Нильсена       |
| Сезон | Сезон | Эпизоды | Премьера         | Финал          | Ранк             | Зрители США (миллионы) |
| ----- | ----- | ------- | ---------------- | -------------- | ---------------- | ---------------------- |
|       | 1     | 22      | 23 сентября 2013 | 14 апреля 2014 | 42               | 8,34                   |
|       | 2     | 22      | 30 октября 2014  | 30 апреля 2015 | 26               | 11,79                  |
|       | 3     | 22      | 5 ноября 2015    | 19 мая 2016    | 40               | 9,64                   |
|       | 4     | 22      | 27 октября 2016  | 11 мая 2017    | 29               | 9.43                   |
|       | 5     | 22      | 2 ноября 2017    | 10 мая 2018    | 19               | 10.96                  |
|       | 6     | 22      | 27 сентября 2018 | 9 мая 2019     | 23               | 10,22                  |
|       | 7     | 20      | 26 сентября 2019 | 16 апреля 2020 | 31               | 8,52                   |
|       | 8     | 18      | 5 ноября 2020    | 13 мая 2021    | 32               | 7.05                   |

## Награды и номинации
- 2014 — номинация на прайм-таймовую премию «Эмми» за лучшую женскую роль второго плана в комедийном сериале (Эллисон Дженни).
- 2014 — премия «Выбор телевизионных критиков» за лучшую женскую роль второго плана в комедийном сериале (Эллисон Дженни), а также номинация в категории «Лучший приглашённый актёр в комедийном сериале» (Мими Кеннеди).
- 2014 — 3 номинации на премию People’s Choice Awards: любимый новый комедийный телесериал, любимая актриса в новом комедийном телесериале (Анна Фэрис, Эллисон Дженни)[18].
- 2015 — прайм-таймовая премия «Эмми» за лучшую женскую роль второго плана в комедийном сериале (Эллисон Дженни).
- 2015 — премия «Выбор телевизионных критиков» за лучшую женскую роль второго плана в комедийном сериале (Эллисон Дженни), а также номинация в категории «Лучший комедийный сериал».
- 2015 — номинация на премию «Золотой глобус» за лучшую женскую роль второго плана в сериале, мини-сериале или телефильме (Эллисон Дженни).
- 2015 — номинация на премию People’s Choice Awards за лучший комедийный сериал на кабельном телевидении.
- 2015 — премия «Грейси» лучшей актрисе — восходящей звезде (Сэди Кальвано).
- 2016 — 3 номинации на прайм-таймовую премию «Эмми»: лучшая женская роль второго плана в комедийном сериале (Эллисон Дженни), лучшая операторская работа в многокамерном сериале (Стивен Сильвер за эпизод «Sticky Hands and a Walk on the Wild Side»), лучший монтаж для комедийного сериала (Бен Босси и Джо Белла за эпизод «Atticus Finch and the Downtrodden»).
- 2016 — премия «Грейси» за лучшую женскую роль второго плана в комедии или мюзикле (Эллисон Дженни).
- 2016 — 2 номинации на премию «Выбор телевизионных критиков» за лучшую женскую роль в комедийном сериале (Эллисон Дженни) и лучшему приглашённому актёру/актрисе в комедийном сериале (Эллен Бёрстин).
- 2017 — 2 номинации на прайм-таймовую премию «Эмми» за лучшую женскую роль в комедийном сериале (Эллисон Дженни) и за лучший монтаж для комедийного сериала (Джо Белла за эпизод «Bad Hand And British Royalty»).
- 2018 — 2 номинации на прайм-таймовую премию «Эмми» за лучшую женскую роль в комедийном сериале (Эллисон Дженни) и за лучший монтаж для комедийного сериала (Джо Белла за эпизод «Crazy Snakes And A Clog To The Head»).
- 2019 — номинация на прайм-таймовую премию «Эмми» за лучший монтаж для комедийного сериала (Джо Белла за эпизод «Big Floor Pillows And A Ball Of Fire»).
- 2019 — номинация на премию «Выбор критиков» за лучшую женскую роль в комедийном сериале (Эллисон Дженни).
- 2020 — номинация на премию «Выбор критиков» за лучший комедийный сериал.
- 2021 — 3 номинации на прайм-таймовую премию «Эмми»: лучшая женская роль в комедийном сериале (Эллисон Дженни), лучшая режиссура для комедийного сериала (Джеймс Уиддоуз за эпизод «Scooby-Doo Checks and Salisbury Steak»), лучший монтаж для комедийного сериала (Джо Белла за эпизод «Scooby-Doo Checks and Salisbury Steak»).
- 2021 — 3 номинации на премию «Выбор критиков»: лучший комедийный сериал, лучший актёр второго плана в комедийном сериале (Уильям Фихтнер), лучшая актриса второго плана в комедийном сериале (Джейми Прессли).